# Parabothus budkeri
Parabothus budkeri är en fiskart som först beskrevs av Chabanaud, 1943.  Parabothus budkeri ingår i släktet Parabothus och familjen tungevarsfiskar. Inga underarter finns listade i Catalogue of Life.